# Gunnewiesen
Das Naturschutzgebiet Gunnewiesen liegt auf dem Gebiet der Städte Delbrück und Salzkotten entlang der Gunne im Kreis Paderborn in Nordrhein-Westfalen. Das Gebiet erstreckt sich nördlich der Kernstadt Salzkotten und nordöstlich von Thüle. Am östlichen Rand des Gebietes verläuft die Kreisstraße K 3, nordwestlich fließt die Lippe und verläuft die Landesstraße L 815.

## Bedeutung
Das etwa 238 ha große Gebiet wurde im Jahr 1989 unter der Schlüsselnummer PB-004 unter Naturschutz gestellt.

## Schutzziel
Neben üblicher Ziele wie wissenschaftlicher Bedeutung, Landschaftsschutz, Seltenheit und Einzigartigkeit werden vorwiegend typische Gewässer, Feuchtgebiete, Grünland und Gehölze der Lippeniederung, genauer der Untereinheit 540.20 Obere Lippetalung und deren natürliche Artenvielfalt genannt. Als charakteristische Bestandteile werden "großflächige feuchte und magere Grünlandbestände, feuchte Hochstaudenfluren, für den Naturraum typische Fließgewässer und zum Teil temporäre Flachgewässer mit Seggenrieden und Zwergbinsenfluren auf grundwasserbeeinflussten anmoorigen
oder podsolierten Standorten" genannt.
Es haben sich naturnahe Abschnitte der Gunne erhalten. Einige der Blänken und stehenden, naturnahen Gewässer sind hingegen neu angelegt. Auch natürliche Überflutungsgebiete, Sümpfe und Feuchtbrachen bieten den jeweiligen typischen Tier- und Pflanzenarten eine Heimat. Als wichtige Bestandteile werden u. a. Erlen-Eschen- und Weichholz-Auenwälder genannt. Beispiele für die Fauna sind Großer Brachvogel, Wiesenpieper, Eisvogel, Rohrweihe, Baumfalke, Steinkauz und Kleinspecht, für die Flora Bach-Nelkenwurz, Sumpf-Storchschnabel und Großes Flohkraut.
Die Bestandteile und ihre Vielfalt sollen erhalten und insbesondere die Gewässer optimiert werden. Ein besonderes Augenmerk liegt auch auf der Erhaltung als "Brutgebiet gefaehrdeter Wiesenbrueter".

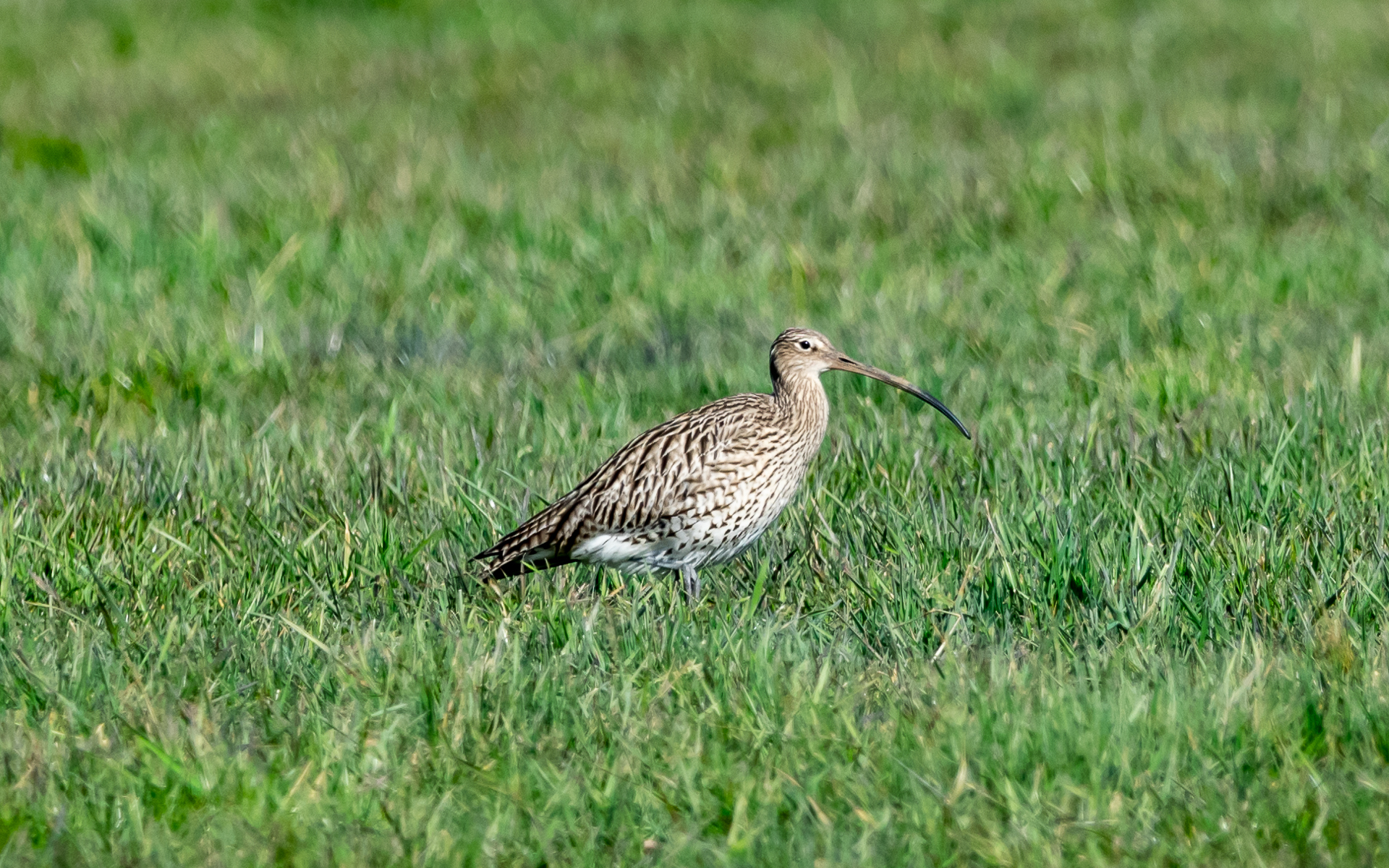
Großer Brachvogel im nördlichen Teil
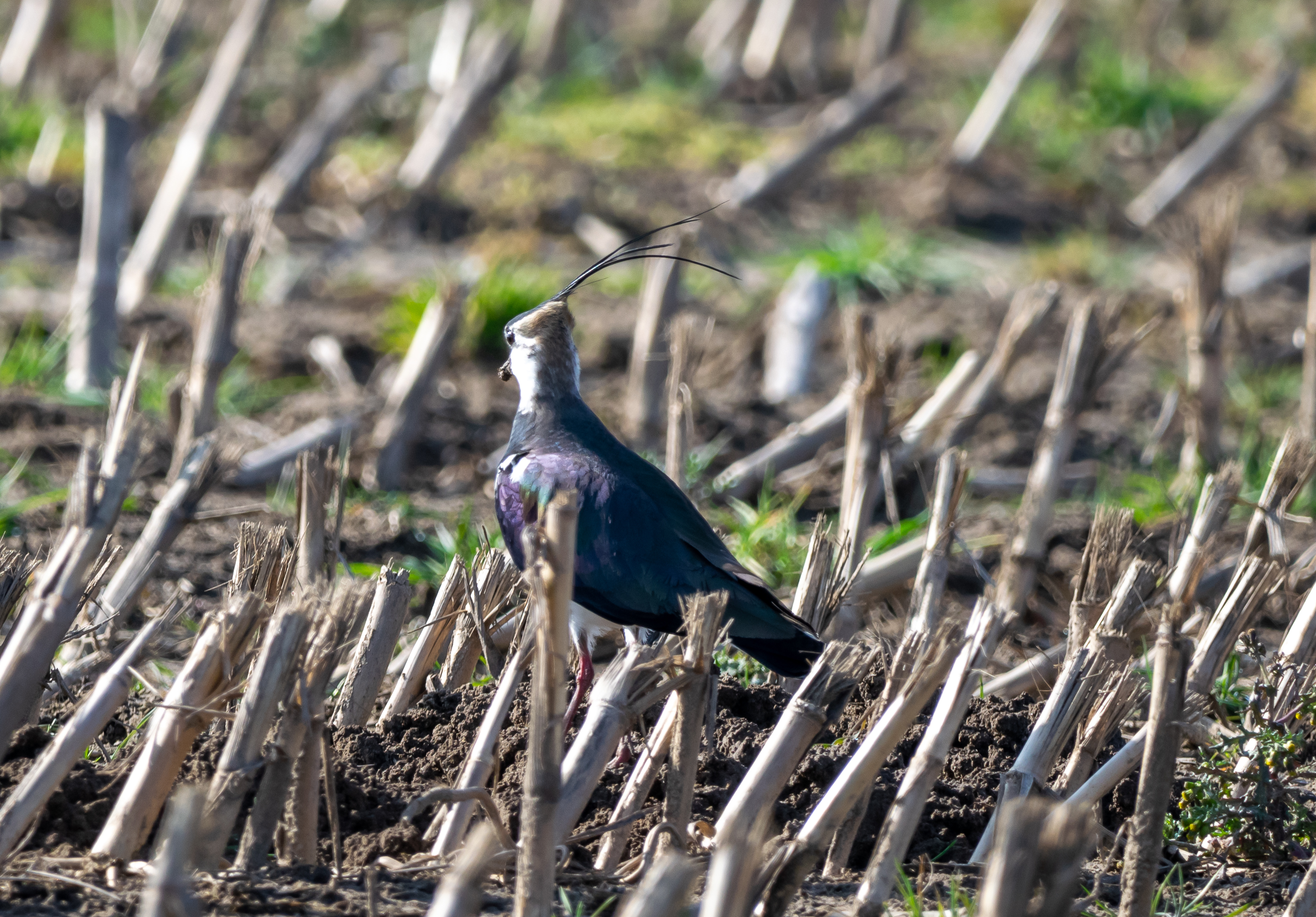
Kiebitz im südlichen Teil